# АНТ-53
АНТ-53 — радянський проєкт комерційного авіалайнера кінця 1930-х років, розроблений КБ Туполєва.

## Дизайн і розробка
Туполєв АНТ-53 був розроблений як авіалайнер, що є похідним від важкого бомбардувальника Туполєва ТБ-7, фактично являючи собою радянський аналог американського гермолайнера Boeing 307 Stratoliner. АНТ-53 вміщував 48 пасажирів або 6 тонн вантажу та приводився до руху чотирма двигунами АМ-34ФРНВ або М-85. Однак розробку було припинено через нестачу авіаційних інженерів, викликану Великим терором років.